# Carlo de Gavardo
Carlo Alberto de Gavardo Prohens (Santiago del Cile, 14 luglio 1969 – Buin, 4 luglio 2015) è stato un pilota motociclistico cileno, specializzato nei rally raid.

## Carriera
Proveniente dall'enduro, dal 1996 vanta 12 partecipazioni al Rally Dakar, con un podio (3º posto alla Dakar 2001 alle spalle dell'italiano Fabrizio Meoni e dello spagnolo Jordi Arcarons) e sei vittorie di tappa. È stato pilota ufficiale KTM per sette stagioni consecutive.
Come molti motociclisti dakariani abbandonate le due ruote si è dato alle competizioni dei rally raid con le auto, partecipando alla Dakar 2010 con un Hummer.
È scomparso a Buin il 4 luglio 2015, qualche giorno prima del suo quarantaseiesimo compleanno, vittima di un arresto cardiaco occorsogli mentre era in bicicletta.

## Palmarès

### Rally Dakar
| Anno | Categoria | Mezzo  | Pos. |
| ---- | --------- | ------ | ---- |
| 1996 | Moto      | KTM    | 17º  |
| 1998 | Moto      | KTM    | 12º  |
| 1999 | Moto      | KTM    | 8º   |
| 2000 | Moto      | KTM    | Rit. |
| 2001 | Moto      | KTM    | 3º   |
| 2002 | Moto      | KTM    | 4º   |
| 2003 | Moto      | KTM    | 8º   |
| 2004 | Moto      | KTM    | 8º   |
| 2005 | Moto      | KTM    | Rit. |
| 2006 | Moto      | KTM    | 5º   |
| 2010 | Auto      | Hummer | Rit. |